# Cukasa Umesaki
Cukasa Umesaki (* 23. únor 1987) je japonský fotbalista.

## Klubová kariéra
Hrával za Oita Trinita, Grenoble, Urawa Reds.

## Reprezentační kariéra
Cukasa Umesaki odehrál za japonský národní tým v roce 2006 celkem 1 reprezentační utkání.

## Statistiky
| Japonsko | Japonsko | Japonsko |
| Roky     | Záp.     | Góly     |
| -------- | -------- | -------- |
| 2006     | 1        | 0        |
| Celkem   | 1        | 0        |